# Али Абдель Разек
Али Абдель Разек (1888—1966) — египетский учёный ислама, судья религиозного суда и государственный министром. В его работах (некоторых из которых оказались противоречивыми) обсуждалась роль религии и исламской истории в политике и управлении 20го века.
В то время как его аргументы по-прежнему являются предметом споров, в своей книге 1925 года Ислам и основы управления он выступил против роли религии в политике и политического предписывающего характера религиозных текстов.
Он заявлял, что исламские тексты были и должны оставаться нейтральными в контексте политических дебатов и создания институтов гражданского общества. Он учился в Оксфордском Университете и был научным сотрудником и юристом в Аль-Азхаре, Каир.

## Биография
Разек родился в 1888 году в обеспеченной семье. Его отец, Хассан Абдель Разек, был крупным владельцем ферм и стал в 1907 году одним из основателей Партии Умма. Его брат, Мустафа Абдул Разек, был известным философом, учился в Университете Аль-Азхар у известного реформатора Мухаммеда Абдуха.
Позже в 1911 году Разек получил степень алим в Аль-Азхаре. В 1912 году он отправился в Оксфордский Университет для изучения экономики и политологии, но вернулся в Каир после начала Первой мировой войны.
Вернувшись в 1915 году в Аль-Азхар, он также стал кади (религиозным судьёй) в Мансуре. Известность Али принесли его книги Ислам и основы управления (Al-Islam Wa Usul Al-Hukm), опубликованная в 1925 году, и Консенсус и исламское право (Al-Ijma´ Fi Ash-Shari´ah Al-Islamiyyah), опубликованная в 1947 году.
После общественного обсуждения его книги в 1925 году Аль-Азхар отстранил его от должности, но он вернул её в 1940 году. Али, его отец и брат поддерживали тесные связи с Либеральной Конституционной Партией. Со временем он стал государственным министром и потерял свою должность научного сотрудника и юриста в Аль-Азхаре.
Он дважды становился Министром по денежным пожертвованиям, одним из высших должностных лиц в религиозном управлении, помимо Ректора Аль-Азхара и Великого Муфти. Разек умер в 1966 году.

## Работы
Содержание его книги 1925 года было резюмировано следующим образом: «Ислам не поддерживает конкретную форму правления». Он направил свою критику на тех, кто использовал религиозное право в качестве современного политического запрета, а также на историю правителей, которые заявляли о законности на основании халифата.
В центре этой дискуссии находилось упразднение Мустафой Кемалем халифата в 1924 году и ответ некоторых арабских мусульманских учёных о том, что арабам, в частности, следовало бы восстановить халифат на арабской земле.
Разек писал, что прошлые правители распространили понятие религиозного обоснования халифата, «чтобы они могли использовать религию в качестве щита для защиты своего трона от нападений повстанцев».
Журналисты и учёные дискутировали по поводу того, что книга Разека принесла ему огромную известность. Тезис Ислам и основы управления (Al-Islam Wa Usul Al-Hukm) недавно был опубликован Хамедом, внуком Абдела Разека, с семейным предисловием.
Разек по-прежнему вызывает неоднозначную реакцию, и его конкретные идеи являются частью более длительной традиции юриспруденции и библейского писания. Его работа получила как высокие оценки, так и осуждение, в качестве толчка к развитию секуляристской философии в мусульманских обществах, она подвергалась критике за то, что опиралась на работы западных писателей-ориенталистов.

## Секуляризм
Его считали[кто?] интеллектуальным отцом исламского секуляризма (разделения религии и государства, а не секуляризации общества).
Его спорные заявления о необходимости халифата и религиозного правительства привели к тому, что книга стала толчком к развитию интеллектуальной и политической битвы в Египте. По сути, он заявил, что мусульмане могут договориться о любом виде правительства (религиозного или светского), которое будет служить интересам и общему благосостоянию их общества.

### Основные тезисы
Два основных источника исламского права (шариата), Коран и Сунна (традиция Мухаммеда) ни требуют, ни отвергают правление халифа или имама.
На самом деле, не существует иджма (консенсуса) относительно необходимости халифата.
Опыт показывает, что халифат привёл к ряду катастроф для мусульманского общества, и нет ни одного рационального аргумента в поддержку восстановления халифата.
По мере того, как Разик перечисляет ужасы халифата, можно сделать вывод о том, что он поддерживает гуманистический тип правления, вероятно, демократическое государство.
Термин 'секулярный' вошёл в арабский лексикон на рубеже 20го века и породил множество значений и толкований. Впервые он был введён в арабские обсуждения как обозначение разделения между государством и религией. Позднее он приобрёл значение «ла дини», нерелигиозный.
В настоящее время секуляризм часто понимается как «алмания» и ассоциируется с аморальностью или отсутствием этики.

## Труды
Абдель Разек, Али: Usul Al-Hukm: Bahth Fi-l Khilafa Wa-l Hukuma Fi-l Islam (Ислам и основы управления: исследование халифата и управления в исламе). Критика и комментарии Мамдуха Хадди (Бейрут, 1978 года).
Абдель Разек, А, перевод Луфти M., ред. Филали-Ансари, A. Ислам и основы политической власти. В переводе: Современные мусульманские мыслители, Том 2, Университет Ага Хана, Институт по исследованию мусульманских цивилизаций (AKU-ISMC) / Вестник Эдинбургского университета, 2013 года.